# نیتروتیوزین
نیتروتیوزین (به انگلیسی: Nitrotyrosine) با فرمول شیمیایی C۹H۱۰N۲O۵ یک ترکیب شیمیایی با شناسه پاب‌کم ۶۵۱۲۴ است. که جرم مولی آن ۲۲۶٫۱۹ g/mol می‌باشد. شکل ظاهری این ترکیب، بلورهای جامد زرد و سبز است.